# Donnelay
Donnelay est une commune française située dans le département de la Moselle en région Grand Est.

## Géographie
Donnelay fait partie du pays du Saulnois, du parc naturel régional de Lorraine et de la ZNIEFF du pays des étangs.
| Juvelize | Guéblange-lès-Dieuze |            |
|          | Donnelay             | Gelucourt  |
| Ley      | Ommeray              | Bourdonnay |

### Hydrographie
La commune est située dans le bassin versant du Rhin au sein du bassin Rhin-Meuse. Elle est drainée par le canal de flottage des Salines et le ruisseau de Bru.
Le canal de flottage des Salines, d'une longueur totale de 15,8 km, prend sa source dans la commune de Bourdonnay et se jette  dans la Seille en limite de Marsal et de Moyenvic, après avoir traversé huit communes.

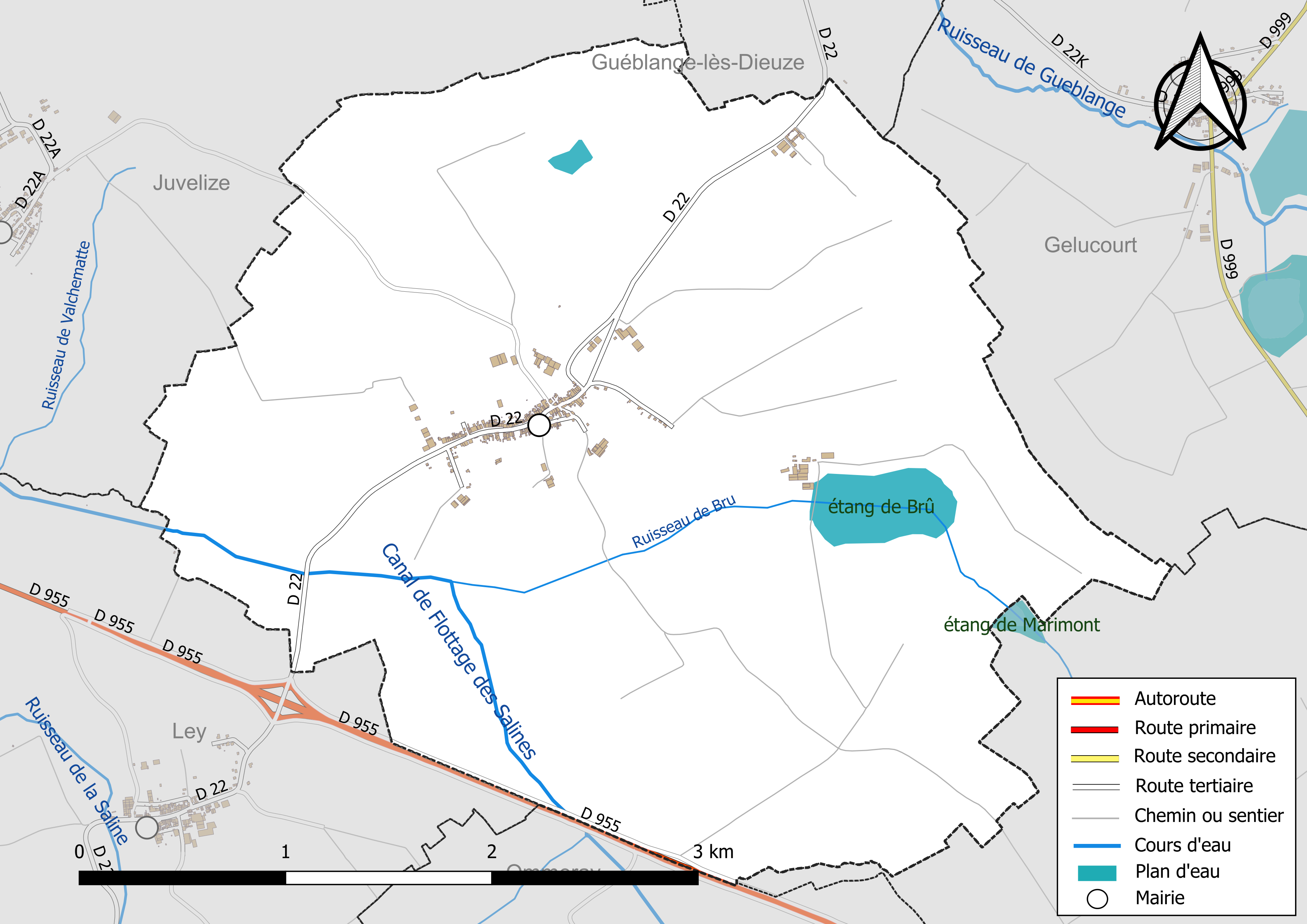
Réseaux hydrographique et routier de Donnelay.

La qualité des eaux des principaux cours d’eau de la commune, notamment du canal de Flottage des Salines, peut être consultée sur un site spécial géré par les agences de l’eau et l’Agence française pour la biodiversité.

### Climat
Pour des articles plus généraux, voir Climat du Grand Est et Climat de la Moselle.
En 2010, le climat de la commune est de type climat des marges montargnardes, selon une étude du Centre national de la recherche scientifique s'appuyant sur une série de données couvrant la période 1971-2000. En 2020, Météo-France publie une typologie des climats de la France métropolitaine dans laquelle la commune est exposée à un climat semi-continental et est dans la région climatique  Lorraine, plateau de Langres, Morvan, caractérisée par un hiver rude (1,5 °C), des vents modérés et des brouillards fréquents en automne et hiver. 
Pour la période 1971-2000, la température annuelle moyenne est de 9,9 °C, avec une amplitude thermique annuelle de 17 °C. Le cumul annuel moyen de précipitations est de 817 mm, avec 11,9 jours de précipitations en janvier et 9,2 jours en juillet. Pour la période 1991-2020, la température moyenne annuelle observée sur la station météorologique de Météo-France la plus proche, « Rodalbe », sur la commune de Rodalbe à 17 km à vol d'oiseau, est de 10,6 °C et le cumul annuel moyen de précipitations est de 737,2 mm. 
La température maximale relevée sur cette station est de 38,7 °C, atteinte le 24 juillet 2019 ; la température minimale est de −18,1 °C, atteinte le 26 décembre 2010,,. 
Les paramètres climatiques de la commune ont été estimés pour le milieu du siècle (2041-2070) selon différents scénarios d'émission de gaz à effet de serre à partir des nouvelles projections climatiques de référence DRIAS-2020. Ils sont consultables sur un site spécial publié par Météo-France en novembre 2022.

## Urbanisme

### Typologie
Au 1er janvier 2024, Donnelay est catégorisée commune rurale à habitat dispersé, selon la nouvelle grille communale de densité à sept niveaux définie par l'Insee en 2022.
Elle est située hors unité urbaine. Par ailleurs la commune fait partie de l'aire d'attraction de Dieuze, dont elle est une commune de la couronne,. Cette aire, qui regroupe 31 communes, est catégorisée dans les aires de moins de 50 000 habitants,.

### Occupation des sols
L'occupation des sols de la commune, telle qu'elle ressort de la base de données européenne d’occupation biophysique des sols Corine Land Cover (CLC), est marquée par l'importance des territoires agricoles (94,5 % en 2018), en diminution par rapport à 1990 (95,4 %). La répartition détaillée en 2018 est la suivante : 
terres arables (45 %), prairies (33,6 %), zones agricoles hétérogènes (15,8 %), zones urbanisées (3,1 %), eaux continentales (2,4 %). L'évolution de l’occupation des sols de la commune et de ses infrastructures peut être observée sur les différentes représentations cartographiques du territoire : la carte de Cassini (XVIIIe siècle), la carte d'état-major (1820-1866) et les cartes ou photos aériennes de l'IGN pour la période actuelle (1950 à aujourd'hui).

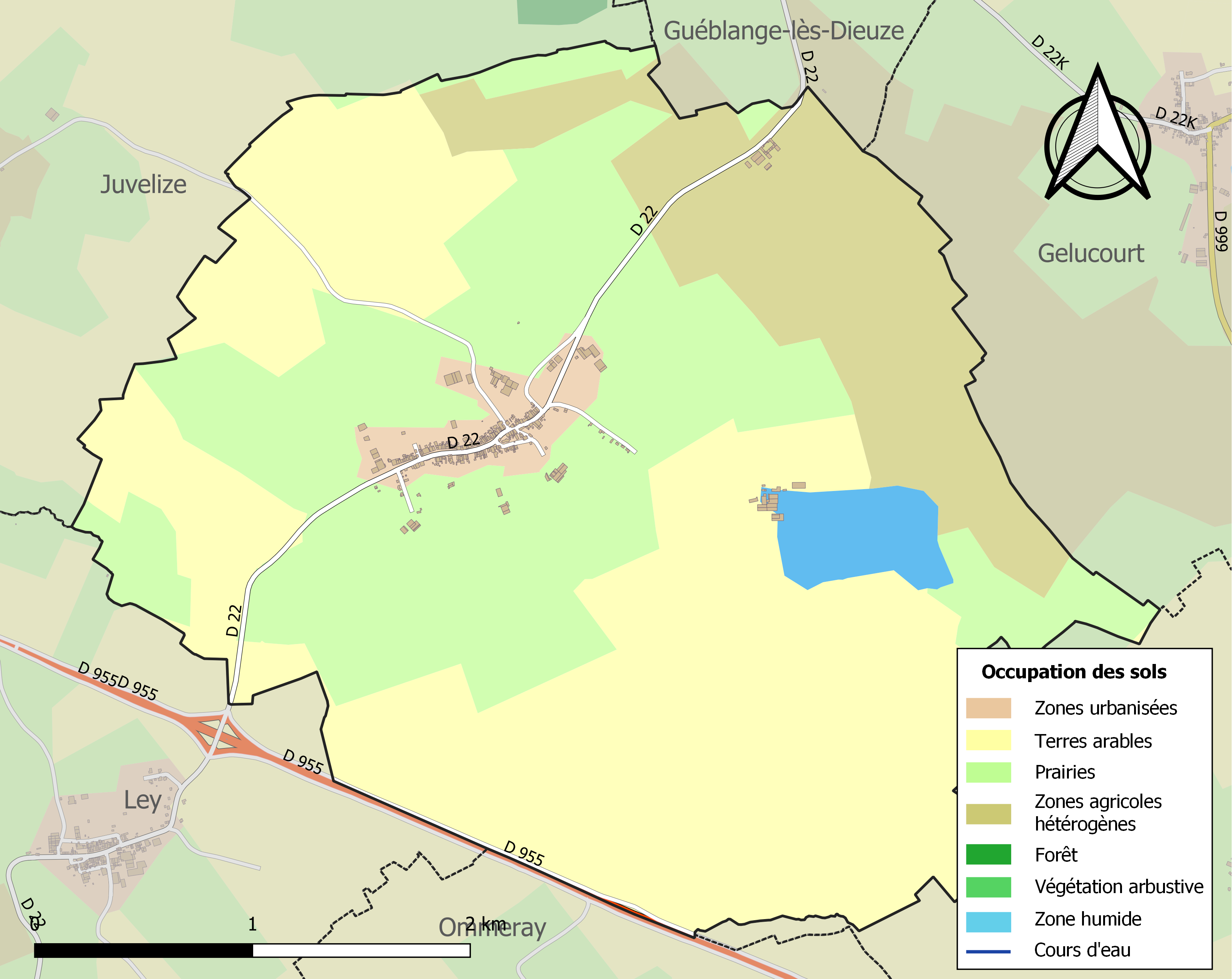
Carte des infrastructures et de l'occupation des sols de la commune en 2018 (CLC).

## Toponymie
- D'un nom de personne Dunar ou Duno[16] suivi du suffixe -ing.
- Anciens noms[16],[17] : Dundinga (766), Dunningen (1178), Donnereys (1183), Dunninge (1187), Duningon (1228), Donneris (1273), Dunninga (1311-1313), Duningen (1322), Donnyngen (1461), Dynnyngen (1513),  Donneney (1553), Domeley (1594), Donneley (1793), Dunningen (1871-1918), Karpfendorf (1940-1944).

## Histoire
Au VIIIe siècle, le village appartenait à l'abbaye de Wissembourg.
Il devient ensuite un fief de la principauté épiscopale de Metz, avant d'être cédé à la collégiale de Fénétrange en 1461.  De 1565 à 1661, ces chanoines se réfugieront à Donnelay pour échapper à la Réforme.
Le traité de Vincennes du 28 février 1661 entre Louis XIV et Charles IV de Lorraine prévoit la cession à la France d'un chenal d'une demi-lieue de large entre Metz et Phalsbourg. La commune devient alors une possession française et fait partie du bailliage de Sarrebourg.
Il s'est nommé Dunningen pendant l'annexion allemande de 1871-1918 et "Karpfendorf" de 1940 à 1944.

## Politique et administration
En 1794, le village s'appelait Donnelay. En 1790, il a fait partie du canton de Bourdonnay.
| Période                                  | Période   | Identité          | Étiquette | Qualité |
| ---------------------------------------- | --------- | ----------------- | --------- | ------- |
| 1974                                     | mars 2001 | Jean Humbert      | SE        | Maire   |
| Mars 2001                                | En cours  | Christian Chamant |           |         |
| Les données manquantes sont à compléter. |           |                   |           |         |

## Démographie
Nom du maire avant 1971 : Albert Baudant.
Donnelay Moselle
L'évolution du nombre d'habitants est connue à travers les recensements de la population effectués dans la commune depuis 1793. Pour les communes de moins de 10 000 habitants, une enquête de recensement portant sur toute la population est réalisée tous les cinq ans, les populations de référence des années intermédiaires étant quant à elles estimées par interpolation ou extrapolation. Pour la commune, le premier recensement exhaustif entrant dans le cadre du nouveau dispositif a été réalisé en 2008.

En 2022, la commune comptait 190 habitants, en stagnation par rapport à 2016 (Moselle : +0,52 %, France hors Mayotte : +2,11 %).
| 1793 | 1800 | 1806 | 1821 | 1831 | 1836 | 1841 | 1846 | 1851 |
| ---- | ---- | ---- | ---- | ---- | ---- | ---- | ---- | ---- |
| 555  | 602  | 696  | 743  | 817  | 847  | 808  | 804  | 803  |

| 1856 | 1861 | 1871 | 1875 | 1880 | 1885 | 1890 | 1895 | 1900 |
| ---- | ---- | ---- | ---- | ---- | ---- | ---- | ---- | ---- |
| 724  | 727  | 683  | 675  | 607  | 574  | 530  | 531  | 517  |

| 1905 | 1910 | 1921 | 1926 | 1931 | 1936 | 1946 | 1954 | 1962 |
| ---- | ---- | ---- | ---- | ---- | ---- | ---- | ---- | ---- |
| 468  | 455  | 355  | 370  | 352  | 327  | 294  | 319  | 308  |

| 1968 | 1975 | 1982 | 1990 | 1999 | 2006 | 2008 | 2013 | 2018 |
| ---- | ---- | ---- | ---- | ---- | ---- | ---- | ---- | ---- |
| 280  | 264  | 216  | 216  | 218  | 204  | 200  | 190  | 190  |

| 2022 | - | - | - | - | - | - | - | - |
| ---- | - | - | - | - | - | - | - | - |
| 190  | - | - | - | - | - | - | - | - |

## Culture locale et patrimoine

### Lieux et monuments
Vestiges gallo-romains sous l'église.  On trouve sur la commune différents lieux à voir dû en particulier à son passé historique. Hormis la Vierge rousse qui se trouve à l'entrée du village, on peut trouver en se promenant sur les différents chemins de ceintures qui entourent le village, des ruines des bunkers de la Première Guerre mondiale. Un panneau commémoratif des morts de la Seconde Guerre mondiale se trouve sur le mur de la mairie.

#### Édifice religieux

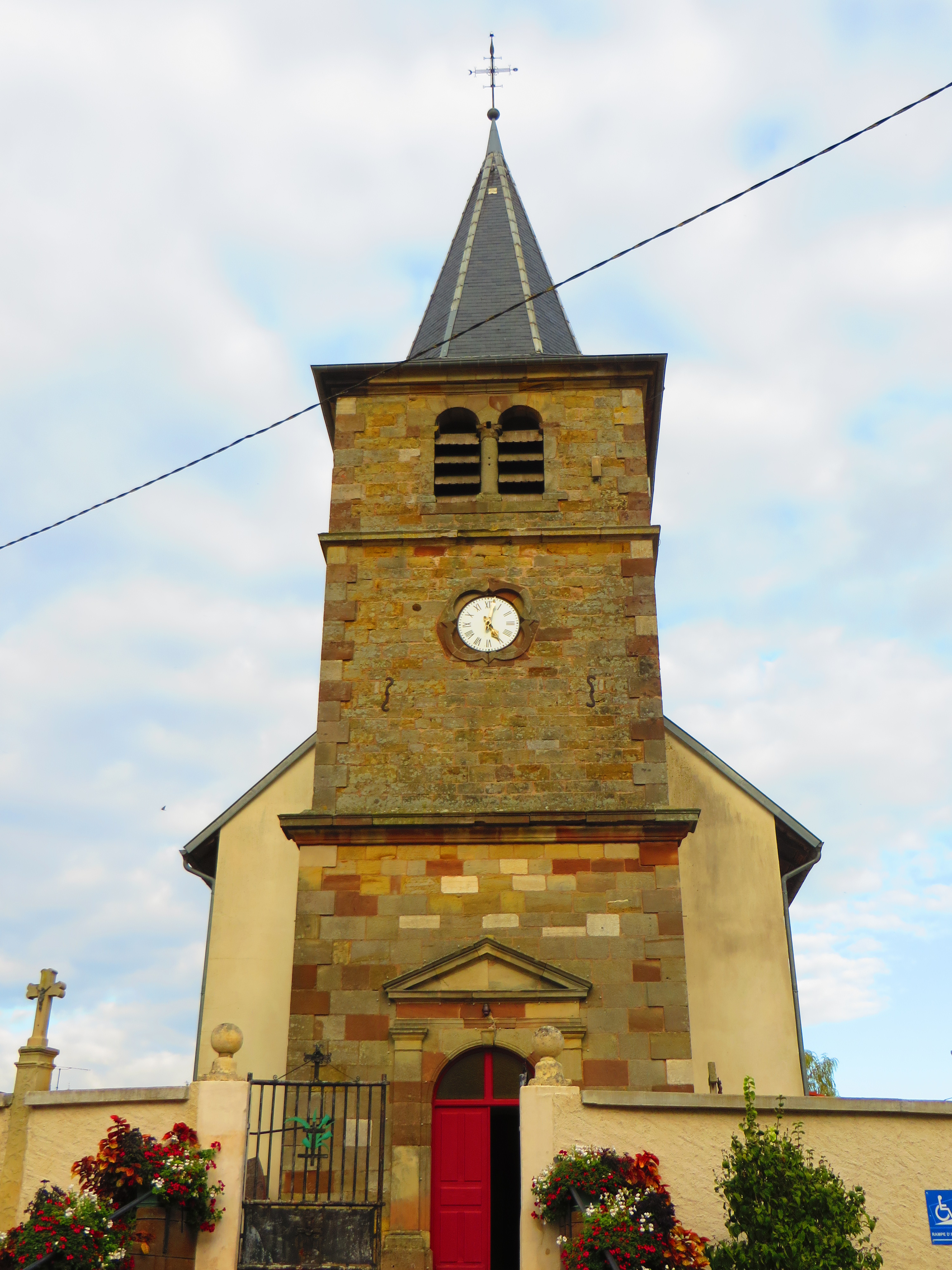
Église de l'Assomption-de-la-Bienheureuse-Vierge-Marie

- Église Assomption-de-la-Vierge, agrandie en 1757 : clocher massif ancien.

### Personnalités liées à la commune
- Lazare Lévy : maire en 1806, il a participé à l’Assemblée générale des israélites convoquée par Napoléon en 1806.
- Claude-Simon de Mandres (Amance 1728-Paris 1803) a été curé de Donnelay. Il inventa un moteur pour bateaux qui fut utilisé sur le Rhin.
- Michel Alcan, né le 24 mai 1810 à Donnelay, mort le 26 janvier 1877, ingénieur de l'École centrale des arts et manufactures, député de la gauche modérée en 1848-1849.
- Adolphe Salmon (négociant), né le 3 mars 1835 à Donnelay, ami intime de Bartholdi, époux de Sarah Coblenzer (New York, 1844 - Paris, 1904), qui aurait posé pour Bartholdi comme modèle pour le visage de la statue de la Liberté[réf. souhaitée].

### Héraldique
| Blason de Donnelay | Blason  | De gueules à deux clefs d'or passées en sautoir, à l'épée d'argent garnie d'or brochant sur le sautoir, l'épée issant d'un croissant d'argent. |
| Blason de Donnelay | Détails | Le statut officiel du blason reste à déterminer.                                                                                               |